# Kishi Nobusuke

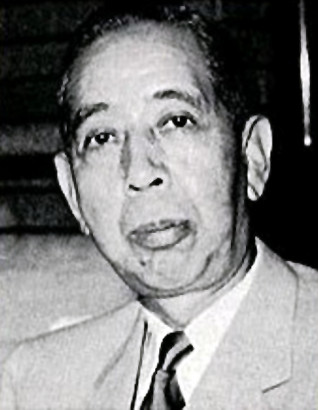
Kishi Nobusuke

Kishi Nobusuke (jap. 岸 信介; * 13. November 1896 in Yamaguchi, Präfektur Yamaguchi; † 7. August 1987 in Shinjuku, Präfektur Tokio) war ein japanischer Politiker (IRAA→Gokokudōshikai→parteilos→Nihon Saiken Renmei→LP→parteilos→DPJ→LDP) und von 1957 bis 1960 der 37. Premierminister von Japan und Vorsitzender der Liberaldemokratischen Partei. Von 1941 bis 1944 war er Minister im Kabinett Tōjō.

## Leben

### Familie
Geboren als Satō Nobusuke (佐藤 信介) wurde er von seinem Onkel väterlicherseits in die Kishi-Familie adoptiert. Er heiratete deren Tochter und seine Cousine Yoshiko, mit der er zwei Kinder hatte. Er war der ältere Bruder von Premierminister Satō Eisaku, Schwiegervater von LDP-Generalsekretär Abe Shintarō und Großvater von Abe Shinzō, dem ehemaligen japanischen Premierminister. Abe Shinzōs jüngerer Bruder Kishi Nobuo (eigentlich Abe) ist ebenfalls LDP-Politiker und seit 2004 Abgeordneter im Oberhaus.

### Karriere bis zum Ende des Zweiten Weltkriegs

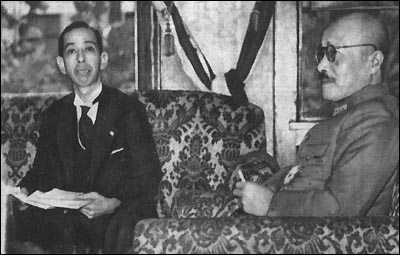
Kishi (links) mit Tōjō Hideki im Oktober 1943

Kishi graduierte 1920 mit einem Abschluss in Rechtswissenschaften von der Kaiserlichen Universität Tokio und war anschließend im Ministerium für Handel und Industrie (Shōkōshō) tätig. Nach der Gründung des Marionettenstaats Mandschukuo wurde er 1936 dorthin entsandt, um nominell stellvertretender Leiter der Wirtschaftsabteilung in dessen Regierung unter einem Chinesen zu werden. De facto war er damit zweitmächtigster Zivilist des Landes hinter dem Leiter der Abteilung für allgemeine Angelegenheiten Hoshino Naoki. Er führte in Mandschukuo Wirtschaftsreformen nach dem Vorbild des sowjetischen Fünfjahresplans durch. Er kehrte 1940 nach Japan zurück, um als Vizeminister für Handel und Industrie zu dienen.
Während des Krieges war Kishi von 1941 bis 1943 Minister für Handel und Industrie im Kabinett Tōjō, anschließend bis 1944 Minister ohne Geschäftsbereich und gleichzeitig stellvertretender Munitionsminister. Im April 1942 wurde er im Wahlkreis Yamaguchi 2 für die Taisei Yokusankai ins Repräsentantenhaus gewählt. Nach dem Krieg wurde er als mutmaßlicher Kriegsverbrecher der Klasse A im Sugamo-Gefängnis inhaftiert und im Rahmen der Weihnachtsamnestie am 24. Dezember 1948 freigelassen.

### Nachkriegskarriere
Nachdem er sich zunächst als Geschäftsmann reetabliert hatte, trat Kishi Anfang der 1950er Jahre nach der Aufhebung des Ausschlusses wichtiger Politiker und Beamten der Kriegszeit von öffentlichen Ämtern wieder in die Politik ein. Er wurde 1953 für die Liberale Partei erneut ins Repräsentantenhaus gewählt, organisierte die Demokratische Partei Japans mit, und war als deren Generalsekretär 1955 wesentlich am „konservativen Zusammenschluss“ beider Parteien zur Liberaldemokratischen Partei beteiligt. In der Regierung Ishibashi Tanzans, gegen den er im Dezember 1956 in einer Kampfabstimmung um den Parteivorsitz erst in der Stichwahl unterlegen war, amtierte er als Außenminister, bevor er Ishibashi nach dessen Schlaganfall im Februar 1957 als Premierminister und bald auch als Parteivorsitzender ablöste. Er entfaltete eine rege Diplomatie und arbeitete auf eine Ausweitung des Vertrages mit den USA von 1952 zu einem Vertrag über gegenseitige Kooperation und Sicherheit hin. Die Proteste gegen den Vertrag und die Art und Weise der Ratifizierung führten schließlich zum Rücktritt Kishis, sein Nachfolger wurde Ikeda Hayato.
Zur Wahl 1979 trat Kishi nicht mehr an und zog sich aus der Politik zurück. Er starb am 7. August 1987 im Alter von 90 Jahren im Universitätsklinikum der Tōkyō Ika Daigaku („Medizinische Universität Tokio“).

## Ehrungen
- 1960: Großkreuz der Bundesrepublik Deutschland